# Rökning i samband med graviditet

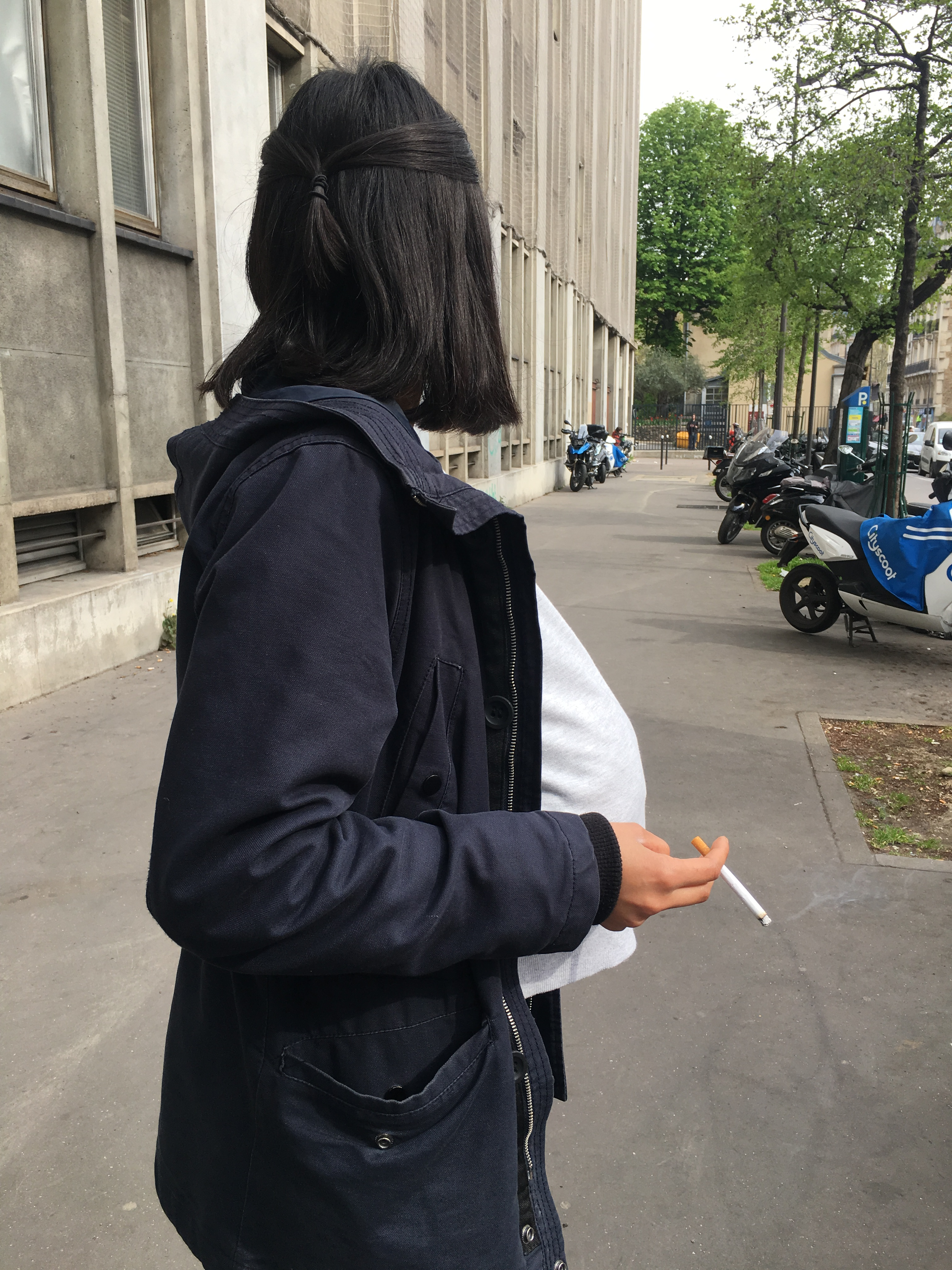
En gravid kvinna som röker i Paris.

Rökning i samband med graviditet kan ge allvarliga skador på fostret. 
Då en gravid kvinna röker överförs de flesta av tobaksrökens ämnen till fostret. I vissa fall kan fostret få i sig högre halter av vissa ämnen än kvinnan, bland annat kolmonoxid och nikotin. Nikotinet gör att blodflödet blir sämre i livmodern och moderkakan och fostret får då mindre näring och syre. Fostret växer långsammare och väger mindre än vad det borde göra när det föds. Kolmonoxiden gör att syreupptagningen i blodet blir sämre och eftersom fostrets blod tar upp dubbelt så mycket kolmonoxid som modern och eftersom gasen dessutom stannar kvar längre hos fostret kan det ge allvarliga skador. Rökning i samband med graviditet ökar riskerna för missfall, för tidig förlossning och för plötslig spädbarnsdöd. Rökaren får också en sämre fungerande moderkaka. Moderkakan får svårare att transportera näring till fostret och slaggprodukter från fostret. Ju tidigare under graviditeten som kvinnan slutar röka, desto mer minskar riskerna för att fostret ska påverkas.
Om fostret utsätts för nikotin stimulerar nikotinet på samma sätt som hos mamman till aktivitet i fostrets nervceller. Den aktiviteten medför att hjärnan för tidigt slutar att utveckla fler nervceller, eftersom hjärnan luras till att tro att det finns tillräckligt med hjärnceller eftersom aktiviteten är högre. Därför föds många barn vars mamma har rökt under graviditeten med mindre hjärnor än barn vars mamma inte har rökt. Det kan sedan leda till sämre mental och intellektuell utveckling. Bland annat påverkas språk och läsfärdigheter. Den del av hjärnan som nikotinet påverkar utvecklas mest efter tredje graviditetsmånaden och det är därför viktigt att mamman slutar röka innan dess och inte får i sig mer nikotin.
Om en kvinna som röker under graviditeten dessutom utsätts för mycket stress ökar risken för att barnet som vuxen ska bli nikotinberoende. Sambandet gäller dock bara för döttrar. Eftersom mammor som röker oftare lever under mer pressade och stressade förhållanden leder det till höga stresshormonnivåer hos mamman. Höga stresshormonnivåer hos mamman i samband med nikotin ökar risken för att döttrarna ska bli nikotinberoende.